# Aasiaat
Aasiaat vagy Ausiait (dánul: Egedesminde), egy település Qaasuitsup községben, Grönland nyugati részén, a Disko-öböl déli partján. A település, a maga 3142 lakójával, Grönland ötödik legnagyobb települése.

## Etimológia
Aasiaat Grönlandiul pókokat jelent. Hogy a név honnan származik, a források hiánya miatt nem lehet tudni. A legelterjedtebb magyarázat szerint, mikor alapították a települést, a térség pókokban bővelkedett. Manapság, akárcsak Grönland bármely más részén, kevés pókot találni errefelé.
Aasiattra sokszor utalnak, mint a bálnák otthona, mert a bálnák és fókák nagy látványosságnak számítanak arrafelé.

## Történelem

### Őslakók
A térségben végzett kutatások azt feltételezik, hogy az emberi jelenlét, egészen i. e. 5. évezredig visszavezethető. Az első modern telepesek az 1200-as években jelentek meg, valószínűleg vadászattal foglalkoztak. Ezek a telepesek fókákra és csuklyás halakra vadásztak tavasszal, nyáron Nassuttooq felé vették az irányt, ahol rénszarvasra és halibutra vadásztak. Ősszel visszatértek a Disko-öböl partjaihoz, ahol kisebb fókákra vadásztak. Télen az öböl befagyott, ekkor narválokra és fehér delfinekre vadásztak. A telepesek már saját kajakkal és umiakkal rendelkeztek, mikor a tó befagyott kutyaszánt használtak közlekedésre.

### A város alapítása
A települést, ami eredetileg Aasiaat lett volna, Niels Egede alapította 1759-ben, Nuuk alapítójának, Hans Egedének, a fia. Egedesminde-nek nevezte el maga után, azonban ez a hely, 125 km-re volt található, Aasiaat jelenlegi helyétől. 1763-ban döntöttek úgy, hogy a települést áthelyezik oda, ahol jelenleg is megtalálható. A lakók nagy része bálnavadász volt, és a himlő baktériumok miatt, amiket magukban hordoztak, az őslakosok között járvány alakult ki, amely az 1770-es években érte el tetőpontját.

### A II. világháború alatt
1940. május 3-án, Godhavnban aláírtak egy szerződést, miszerint az amerikai, Angliának segélyt szállító repülőgépek, áthaladhatnak Grönland, Izland és Skócia légterén. A náci megszállás ideje alatt, Dánia nem tudta Grönlandot ellátni készletekkel, így ez a feladat Kanadára és az Egyesült Államokra hárult. A készleteket Aasiaatba szállították, ahonnan továbbküldték más településekre, szerte az országban.

### A háború után
Aaisiaat lényegesen nőtt a háború óta, 1942-ben egy meteorológiai állomást építettek az amerikaiak a településnek. Az 1950-es években építik a település első erőművét és telekommunikációs állomását. 1998-ban egy új leszállópályát mutattak be (eddig légi-úton, csak helikopteren keresztül lehetett megközelíteni a települést).

## Földrajz

### Éghajlat
| Hónap                                     | Jan.  | Feb.  | Már.  | Ápr.  | Máj. | Jún. | Júl. | Aug. | Szep. | Okt. | Nov. | Dec.  | Év   |
| ----------------------------------------- | ----- | ----- | ----- | ----- | ---- | ---- | ---- | ---- | ----- | ---- | ---- | ----- | ---- |
| Átlagos max. hőmérséklet (°C)             | −10,2 | −12,2 | −12,8 | −6,3  | 0,7  | 5,2  | 8,5  | 7,7  | 4,2   | −0,4 | −3,9 | −7,2  | −2,2 |
| Átlagos min. hőmérséklet (°C)             | −16,7 | −19,1 | −19,9 | −13,4 | −4,5 | 0,2  | 3,0  | 3,0  | 0,5   | −4,2 | −8,3 | −12,7 | −7,6 |
| Átl. csapadékmennyiség (mm)               | 16    | 16    | 18    | 20    | 18   | 24   | 27   | 34   | 37    | 29   | 37   | 26    | 302  |
| Forrás: [Danish Meteorological Institute] |       |       |       |       |      |      |      |      |       |      |      |       |      |

## Fordítás
Ez a szócikk részben vagy egészben  az   Aasiaat című angol Wikipédia-szócikk fordításán alapul.  Az eredeti cikk szerkesztőit annak laptörténete sorolja fel. Ez a jelzés csupán a megfogalmazás eredetét és a szerzői jogokat jelzi, nem szolgál a cikkben szereplő információk forrásmegjelöléseként.

## További információ
- Hivatalos honlap (grönlandi, dán, angol)

1. ↑  Statbank Greenland. (Hozzáférés: 2020. február 12.)